# Episteme bisma
Episteme bisma is een vlinder uit de familie van de uilen (Noctuidae). De wetenschappelijke naam van de soort is, als Eusemia bisma, voor het eerst geldig gepubliceerd in 1859 door Moore.